# Michael Cooper (basket-ball)
Pour les articles homonymes, voir Michael Cooper et Cooper.
Michael Jerome Cooper Sr., né le 15 avril 1956 à Los Angeles (Californie), est un ancien joueur de basket-ball américain et actuel entraîneur. Il a évolué douze saisons sous le maillot des Lakers de Los Angeles avec qui il a remporté cinq titres de champion NBA et a été élu meilleur défenseur de la ligue. Michael Cooper a entamé en 1994 une carrière d’entraîneur, talent qu’il a exercé en NBA, en étant assistant dans son ancienne franchise des Lakers puis plus tard en tant qu'entraineur en chef des Nuggets de Denver, en WNBA, entraîneur en chef des Sparks de Los Angeles, en Ligue de développement de la NBA avec les Thunderbirds d'Albuquerque ou en NCAA avec l'équipe féminine des Trojans d'USC.

## Carrière de joueur
À sa sortie de l'Université du Nouveau-Mexique, Michael Cooper est drafté en sixième position du troisième tour par les Lakers en 1978. Il sera fidèle à la franchise californienne tout au long de ses douze années de carrière.
À Los Angeles, il va participer à l'une des plus belles épopées de la NBA en remportant cinq fois le titre au côté de Magic Johnson et Kareem Abdul-Jabbar dans les années 1980. Très bon défenseur, il a été nommé 8 fois dans l'équipe des meilleurs défenseurs (5 fois dans le premier cinq et 3 fois dans le second) et a reçu le titre de meilleur défenseur en 1987.
Il est, selon Larry Bird, le meilleur défenseur contre lequel il a joué.

### Clubs successifs
- 1979-1990 : Lakers de Los Angeles.

### Palmarès
- 5 titres de Champion NBA avec les Lakers de Los Angeles en 1980, 1982, 1985, 1987 et 1988.
- Finales NBA en 1983, 1984 et 1989.
- NBA Defensive Player of the Year (meilleur défenseur de la ligue) en 1987[2].
- NBA All-Defensive First Team (équipe type défensive de la ligue) en 1982, 1984, 1985, 1987 et 1988[1].
- NBA All-Defensive Second Team (seconde équipe type défensive de la ligue) en 1981, 1983 et 1986[1].

## Statistiques
| Champion NBA | Défenseur de l'année |

gras = ses meilleures performances

### Saison régulière
| Saison    | Équipe      | Matchs | Titul. | Min./m | % Tir | % 3pts | % LF | Rbds/m. | Pass/m. | Int/m. | Ctr/m. | Pts/m. |
| --------- | ----------- | ------ | ------ | ------ | ----- | ------ | ---- | ------- | ------- | ------ | ------ | ------ |
| 1978-1979 | L.A. Lakers | 3      |        | 2.3    | .500  |        |      | 0.0     | 0.0     | 0.3    | 0.0    | 2.0    |
| 1979-1980 | L.A. Lakers | 82     |        | 24.1   | .524  | .250   | .776 | 2.8     | 2.7     | 1.0    | 0.5    | 8.8    |
| 1980-1981 | L.A. Lakers | 81     |        | 32.4   | .491  | .211   | .785 | 4.1     | 4.1     | 1.6    | 1.0    | 9.4    |
| 1981-1982 | L.A. Lakers | 76     | 14     | 28.9   | .517  | .118   | .813 | 3.5     | 3.0     | 1.6    | 0.8    | 11.9   |
| 1982-1983 | L.A. Lakers | 82     | 3      | 26.2   | .535  | .238   | .785 | 3.3     | 3.8     | 1.4    | 0.6    | 7.8    |
| 1983-1984 | L.A. Lakers | 82     | 9      | 29.1   | .497  | .314   | .838 | 3.2     | 5.9     | 1.4    | 0.8    | 9.0    |
| 1984-1985 | L.A. Lakers | 82     | 20     | 26.7   | .465  | .285   | .865 | 3.1     | 5.2     | 1.1    | 0.6    | 8.6    |
| 1985-1986 | L.A. Lakers | 82     | 15     | 27.7   | .452  | .387   | .865 | 3.0     | 5.7     | 1.1    | 0.5    | 9.2    |
| 1986-1987 | L.A. Lakers | 82     | 2      | 27.5   | .438  | .385   | .851 | 3.1     | 4.5     | 1.0    | 0.5    | 10.5   |
| 1987-1988 | L.A. Lakers | 61     | 8      | 29.4   | .392  | .320   | .858 | 3.7     | 4.7     | 1.1    | 0.4    | 8.7    |
| 1988-1989 | L.A. Lakers | 80     | 13     | 24.3   | .431  | .381   | .871 | 2.4     | 3.9     | 0.9    | 0.4    | 7.3    |
| 1989-1990 | L.A. Lakers | 80     | 10     | 23.1   | .387  | .318   | .883 | 2.8     | 2.7     | 0.8    | 0.5    | 6.4    |
| Carrière  | Carrière    | 873    | 94     | 27.1   | .469  | .340   | .833 | 3.2     | 4.2     | 1.2    | 0.6    | 8.9    |

### Playoffs
| Saison   | Équipe      | Matchs | Titul. | Min./m | % Tir | % 3pts | % LF | Rbds/m. | Pass/m. | Int/m. | Ctr/m. | Pts/m. |
| -------- | ----------- | ------ | ------ | ------ | ----- | ------ | ---- | ------- | ------- | ------ | ------ | ------ |
| 1980     | L.A. Lakers | 16     |        | 29.0   | .407  | .000   | .861 | 3.7     | 3.6     | 1.5    | 0.7    | 9.1    |
| 1981     | L.A. Lakers | 3      |        | 34.0   | .550  | .000   | .714 | 3.3     | 2.3     | 2.0    | 0.0    | 10.7   |
| 1982     | L.A. Lakers | 14     |        | 27.4   | .565  | .500   | .735 | 4.4     | 4.4     | 1.7    | 0.8    | 11.9   |
| 1983     | L.A. Lakers | 15     |        | 30.2   | .465  | .143   | .829 | 3.9     | 2.9     | 1.7    | 0.4    | 9.4    |
| 1984     | L.A. Lakers | 21     |        | 34.4   | .461  | .333   | .806 | 3.9     | 5.7     | 1.1    | 1.0    | 11.3   |
| 1985     | L.A. Lakers | 19     |        | 26.4   | .563  | .308   | .923 | 4.0     | 4.9     | 1.1    | 0.5    | 10.4   |
| 1986     | L.A. Lakers | 14     |        | 30.1   | .470  | .463   | .818 | 3.3     | 4.9     | 1.3    | 0.3    | 9.7    |
| 1987     | L.A. Lakers | 18     |        | 29.0   | .484  | .486   | .852 | 3.3     | 5.0     | 1.4    | 0.8    | 13.0   |
| 1988     | L.A. Lakers | 24     |        | 24.5   | .412  | .403   | .741 | 2.4     | 2.8     | 0.8    | 0.4    | 6.4    |
| 1989     | L.A. Lakers | 15     |        | 27.6   | .416  | .382   | .833 | 2.7     | 4.7     | 0.6    | 0.5    | 7.7    |
| 1990     | L.A. Lakers | 9      |        | 19.2   | .286  | .250   |      | 2.7     | 2.8     | 0.8    | 0.4    | 2.6    |
| Carrière | Carrière    | 168    | 4      | 28.2   | .468  | .392   | .825 | 3.4     | 4.2     | 1.2    | 0.6    | 9.4    |

## Carrière d'entraîneur
À la fin de sa carrière de joueur, il assiste pendant 3 ans Jerry West, le GM (General Manager) des Lakers avant de rejoindre l'équipe des entraîneurs de Magic Johnson en mars 1994, toujours aux Lakers. Il reste malgré le changement d'entraîneur et l'arrivée de Del Harris (1994 à 1997).
En 1999, il devient l'entraîneur assistant de l'équipe des Sparks de Los Angeles, équipe de WNBA qui atteint pour la première fois de son histoire les play-offs. Puis, en novembre 1999, il est nommé entraîneur des Sparks. Un succès puisqu'il est élu entraîneur WNBA de l'année en 2000 et le club remporte le titre en 2001 et 2002 avant de s'incliner en finale l'année suivante contre les Shock de Détroit.
Cooper revient en NBA au début de la saison NBA 2004-2005 pour assister Jeff Bzdelik aux Nuggets de Denver puis prendre sa place par intérim avant d'être remplacé par George Karl.
Pour la saison 2005-2006, il entraîne les Thunderbirds d'Albuquerque, équipe de la Ligue de développement de la NBA avec qui il remporte le championnat. En 2007, il retrouve la WNBA, reprenant la direction de son ancienne équipe des Sparks de Los Angeles. Après une première saison terminée sur un bilan négatif de dix victoires pour vingt-quatre défaites, il parvient à qualifier son équipe pour les play-offs en 2008, défaite lors du deuxième tour face aux Silver Stars de San Antonio après une phase régulière terminée avec vingt-quatre victoires et dix défaites. Le bilan est en baisse la saison suivante, dix-huit victoires pour seize défaites, les Sparks terminant leur saison par une défaite au deuxième tour face au Mercury de Phoenix.
Il rejoint alors le monde universitaire pour prendre la direction de l'équipe féminine des Trojans d'USC. En 2013, après une saison avec un bilan négatif, onze victoires pour vingt défaites, il quitte ce poste. Sous sa direction, les Trojans atteignent la finale du Women's National Invitation Tournament (WNIT) en 2010-2011. Son bilan global est de soixante-douze victoires pour cinquante-sept défaites.
En novembre 2013, il est nommé au poste d'entraîneur de la franchise WNBA du Dream d'Atlanta. Le 20 juillet 2014, le Dream annonce que Karleen Thompson assurera l'intérim de Michael Cooper pour raisons médicales.
Après une saison 2017 avec seulement 12 victoires pour 22 défaites, il est remercié à la fin de la saison régulière. Son bilan total est de 63-73 qui lui permet d'accéder aux playoffs en 2014 et 2016. 

### Palmarès
- Champion de la WNBA avec les Sparks de Los Angeles en 2001 et 2002.
- Champion de la NBA Development League en 2006.

## Pour approfondir
- Liste des joueurs les plus titrés en NBA.